# وطني وحبي (فلم)
وطني وحبي هو فيلم مصري عرض عام 1960، بطولة حسين صدقي وقمر وعمر الحريري وهالة شوكت، ومن إخراج حسين صدقي.

## قصة الفيلم
يسافر الضابط المصري وحيد إلى دمشق في مهمة سرية، وكان من الطبيعي أن يلاحقه الصحافيون السوريون محاولين كشف حقيقة مهمته، يلتقي بالصحافية هالة، يتجولان بين معالم المدينة ومناظرها بعد أن يتسلل الحب إلى قلبيهما، وتعرض عصابة دولية على وحيد القيام بدور لحسابها مقابل مبلغ من المال، يجاريهم وحيد ويتظاهر بقبول المهمة، ويسافر إلى القاهرة لإبلاغ السلطات، تلحق به هالة، وتكتشف علاقته بالعصابة وإعداده لمؤامرة ضد بلاده فتظن أنه خائن وتتوالى الأحداث.

## طاقم التمثيل
- حسين صدقي: (وحيد)
- قمر: (هالة)
- عمر الحريري: (صلاح)
- هالة شوكت: (عفت)
- حسن البارودي: (الشيخ يوسف - عم هالة)
- صلاح منصور: (عادل)
- نظيم شعراوي: (ضابط مخابرات)
- سامية رشدي: (والدة وحيد)
- زكي إبراهيم: (والد وحيد)
- إدمون تويما: (رئيس العصابة)
- عبد العظيم كامل: (الطبيب)
- عبد الغني قمر
- علي رشدي
- عباس رحمي
- حسن إسماعيل

## فريق العمل
- إخراج: حسين صدقي
- قصة: حسين صدقي، فؤاد القصاص
- سيناريو: حسين صدقي
- حوار: محمد مصطفى سامي
- مدير التصوير: محمد عبد العظيم
- مونتاج: أحمد إسماعيل
- موسيقى تصويرية: أندريه رايدر
- إنتاج: أفلام مصر الحديثة (حسين صدقي)
- توزيع: أفلام مصر الحديثة (حسين صدقي)